# Цецино (курорт)
Цецино — невеликий гірськолижний курорт в Кіцманському районі Чернівецькій області в заказнику Цецино та на західній околиці Чернівців у місцевості Роша.
Біля підніжжя гори Цецино (6 км від центру міста Чернівці) знаходиться міська гірськолижна траса з бугельним підйомником на висоту 520 м. Довжина траси складає 600 м, довжина бугельного витягу — 285 м.
Поблизу курорту розташовані 2 відпочинкові комплекси «Цецино» та «Орлине гніздо», а також готель «Графська садиба». На верхівці гори розташований панорамний бар.
Влітку курорт пропонує послуги верхової їзди на конях.